# Morbras
Le Morbras est une rivière d'Île-de-France, dans les deux départements de Seine-et-Marne et du Val-de-Marne, en région Île-de-France  et un affluent de la Marne en rive gauche, donc un sous-affluent de la Seine.

## Hydronymie
Fondé sur le « bras mort » qu'il parcourt quelques instants avant de se jeter dans la Marne.
 Son orthographe portée sur les documents les plus anciens était Mortbras (carte de Cassini de 1736, cadastres de Roissy de 1830 et de 1933), simplifié en Morbras. 

## Géographie

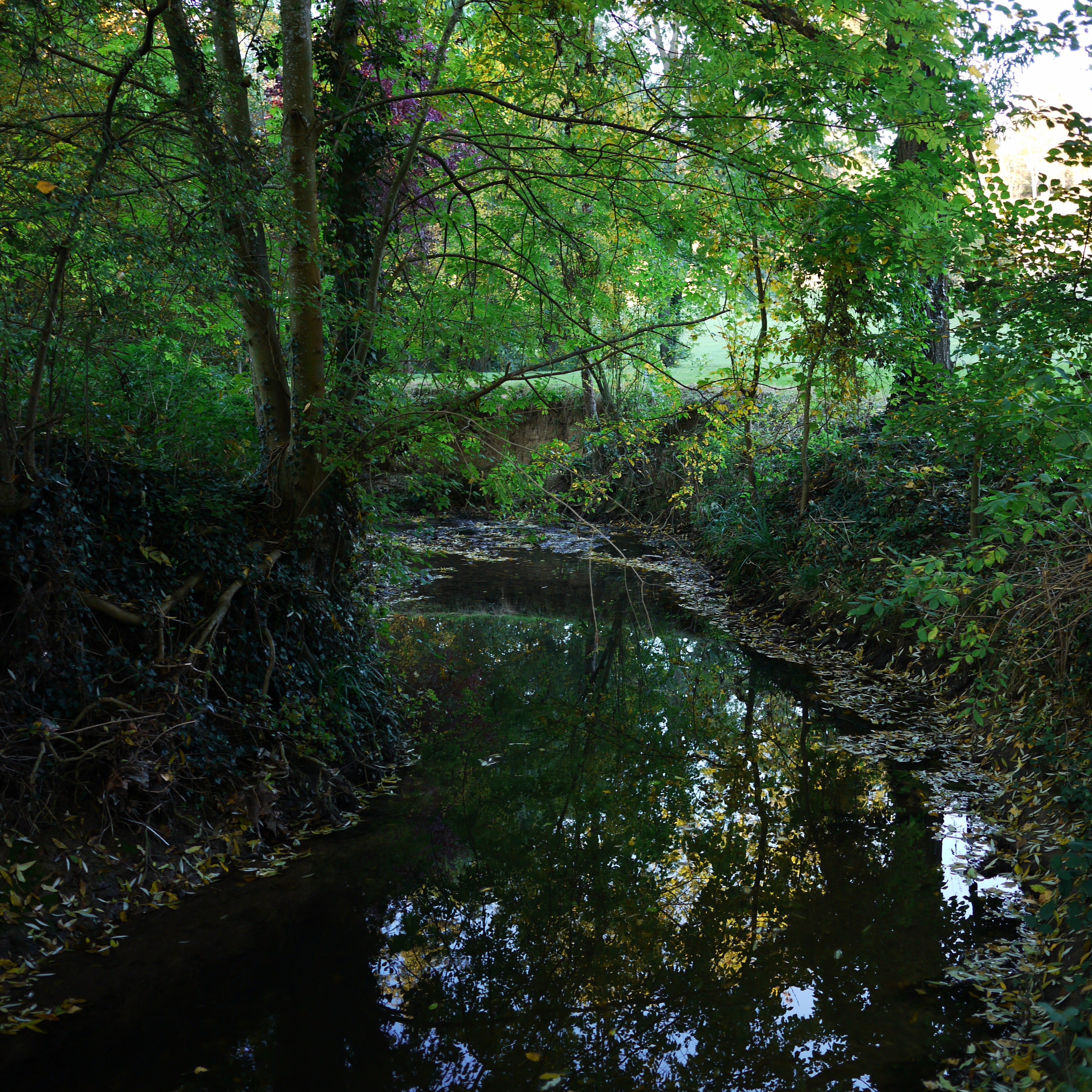
Parc du Morbras à Sucy-en-Brie.

Il prend sa source dans la forêt d'Armainvilliers à Pontcarré en Seine-et-Marne à 113 m d'altitude. 
Il coule globalement de l'est vers l'ouest.
Puis il traverse une plaine agricole entre Roissy-en-Brie et Noiseau, sert de séparation entre Sucy-en-Brie et Ormesson-sur-Marne et se termine en se jetant dans la Marne, en rive gauche, à 32 m d'altitude, à l'est de la commune de Bonneuil-sur-Marne près de la ligne de chemin de fer du RER A, à moins de 50 mètres à l'est. 
Il a une longueur totale de 17,6 km.

### Communes traversées
Dans les deux départements de Seine-et-Marne et du Val-de-Marne (94), le Morbras traverse les huit communes suivantes, de l'amont vers l'aval, en Seine-et-Marne, de Pontcarré (source), Roissy-en-Brie, Pontault-Combault, en Val-de-Marne, de La Queue-en-Brie, Noiseau, Ormesson-sur-Marne, Sucy-en-Brie, Bonneuil-sur-Marne (confluence).
Soit en termes de cantons, le Morbras prend source sur le canton d'Ozoir-la-Ferrière, traverse les canton de Pontault-Combault, canton du Plateau briard, conflue dans le canton de Saint-Maur-des-Fossés-2, dans les arrondissements de Torcy, de Nogent-sur-Marne, et de Créteil.

### Bassin versant
Le bassin versant a une superficie de 55 km2 et un linéaire de cours d'eau d'environ 29 km et regroupant un foyer de population d'environ 153 515 habitants selon l'Insee 2012. L'occupation des sols du bassin versant est de 26 % pour le secteur forestier, de 23,7 % pour le secteur rural et de 50,3 % pour la zone urbaine[réf. nécessaire].

### Organisme gestionnaire
L'organisme gestionnaire est le SMAM ou Syndicat mixte d'aménagement du Morbras, historiquement SIAM depuis 1977 et désormais SMAM depuis fin 2011. Il est à noter que la compétence d'assainissement a été "rendue aux communes définitivement".

## Affluents
Le Morbras a quatre tronçons affluents référencés : un bras et trois affluents :
- le ru de la Longuiolle prend sa source à Roissy-en-Brie et se jette dans le Morbras, dont il est un affluent de la rive gauche, à Pontault-Combault. Il a une longueur totale de 2,1 km[7] ;
- le ruisseau des Nageoires prend sa source dans le Bois Notre-Dame, à Noiseau, traverse La Queue-en-Brie et se jette dans le Morbras dont il est un affluent de la rive gauche. Il a une longueur totale de 2,3 km[8] ;
- le ru de la Fontaine de Villiers prend sa source dans le Bois Notre-Dame, à Sucy-en-Brie, il sert ensuite de séparation entre cette commune et celle de Noiseau et se jette dans le Morbras dont il est un affluent de la rive gauche. Il a une longueur totale de 2 km[9] ;
- un bras, affluent et défluent donc, 0,6 km sur les deux communes de Sucy-en-Brie et Ormesson-sur-Marne.

### Rang de Strahler
Le rang de Strahler est donc de deux.

## Aménagements
Parmi les moulins installés sur ses rives, on peut relever le moulin d'Amboile à Ormesson-sur-Marne, classé monument historique.48° 46′ 40″ N, 2° 32′ 01″ E

## Pêche et AAPPMA
Le Morbras et ses affluents sont des cours d'eau de deuxième catégorie. L'AAPMA la plus proche est la Goujounette de Chelles à Chelles.